# Kevin Sheppard
Kevin Alphonso Sheppard (* 17. September 1979 auf Saint Croix) ist ein ehemaliger US-amerikanischer Basketball- und Fußballspieler. Während seines Studiums im „Mutterland“ Vereinigte Staaten wurde Sheppard als Nationalspieler für die Basketball- und Fußballnationalmannschaft des US-amerikanischen Außengebiets Amerikanische Jungferninseln aktiv, wo er geboren worden war. In seinen beiden Einsätzen für die Fußballnationalmannschaft der Amerikanischen Jungferninseln schoss er jeweils ein Tor und ist damit Stand 2014 Rekordtorschütze dieser Auswahl. Nach dem Ende seines Studiums wurde Sheppard professioneller Basketballspieler und spielte meist nur für kurze Zeit für verschiedene Vereine in Venezuela, Puerto Rico, Israel, Argentinien sowie der US-amerikanischen Minor League Continental Basketball Association. Ab 2008 spielte Sheppard auch regelmäßig für Vereine im Iran. Dabei wurde Sheppard Objekt des in den US-amerikanischen Medien vielrezensierten Dokumentarfilms The Iran Job des deutsch-amerikanischen Filmemachers Till Schauder, der neben Begegnungen Sheppards mit Iranern im Alltag auch einen Blick in die iranische Gesellschaft zu den Zeiten der Proteste nach den iranischen Präsidentschaftswahlen 2009 erlaubte. 2011 beendete Sheppard seine aktive Karriere.

## Karriere
Sheppard studierte im „Mutterland“ Vereinigte Staaten der Amerikanischen Jungferninseln an der Jacksonville University, wo er von 1998 an für die Hochschulmannschaft Dolphins Fußball und Basketball in der Atlantic Sun Conference (A-Sun) der NCAA spielte. Nachdem er als „Freshman“ nur ein Meisterschaftsspiel für die Basketballmannschaft absolviert hatte, gehörte er später zu den Startern der Mannschaft und hatte in seinen letzten beiden Spielzeiten, in denen er in das „All-Conference Second Team“ der A-Sun unter die zehn besten Spieler der Conference gewählt wurde, durchschnittlich über 30 Minuten Einsatzzeit pro Spiel. Als Spieler der Fußballmannschaft wurde er auch in die offiziell 1998 gegründete Nationalmannschaft der Amerikanischen Jungferninseln berufen, für die er in seinen einzigen beiden Einsätzen in der Qualifikation für den CONCACAF Gold Cup 2003 bei den Niederlagen gegen die Dominikanische Republik die jeweiligen Tore für die Jungferninseln erzielte. Damit wurde er zum Rekordtorschützen in der jungen Geschichte der Nationalmannschaft; erst Reid Klopp konnte 2011 bei mehr Einsätzen gleichziehen. Als Sheppard sein Studium 2003 beendete, war er neben 1.290 erzielten Punkten mit 427 Assists drittbester Vorlagengeber in der Geschichte dieser Hochschulmannschaft. Mit der Basketballnationalmannschaft der Amerikanischen Jungferninseln verlor Sheppard im Halbfinale der Centrobasket 2003 in Culiacán knapp mit einem Punkt Unterschied gegen Titelverteidiger Puerto Rico und verpasste im „kleinen Finale“ um den dritten Platz eine Medaille nach einer Niederlage mit zwei Punkten Differenz gegen Gastgeber Mexiko, dem man schon in der Vorrunde mit einem Punkt Unterschied unterlegen war. Beim Qualifikationsturnier für das olympische Basketballturnier 2004, das zwei Monate später stattfand, kassierte die Auswahl um Topscorer Sheppard jedoch nur Niederlagen in vier Spielen und verpasste damit die Qualifikation.
Sheppards Leistungen reichten jedoch nicht, um im NBA-Draft 2003 von einem Klub der am höchsten dotierten Profiliga NBA berücksichtigt zu werden. Stattdessen begann er eine Karriere als Profi in Venezuela, um sich im Sommer 2004 in der Baloncesto Superior Nacional (BSN) in Puerto Rico für höhere Aufgaben zu empfehlen. Anschließend spielte er jedoch zunächst wieder in Venezuela, bevor er in der ersten Jahreshälfte 2005 auch für Maccabi aus Rischon LeZion in der israelischen Ligat ha’Al aktiv war. Zudem spielte er 2005 noch in Argentinien, bevor er 2006 wieder in der BSN aktiv war. Nachdem die Auswahl der Amerikanischen Jungferninseln bei den Karibikmeisterschaften 2004 enttäuscht hatte, verlor man um Topscorer Sheppard 2006 nur das Finalspiel gegen Gastgeber Jamaika, gegen die man in der Vorrunde noch gewonnen hatte. Bei der anschließenden Centrobasket in Panama-Stadt reichte es im Halbfinale zu einem knappen Sieg mit einem Punkt Unterschied über den karibischen Nachbarn Puero Rico. Im Finale verlor man wie in der Vorrunde dem Gastgeber Panama. Anschließend stand Sheppard neben Pele Paelay bei den SkyRockets aus Minot (North Dakota) in der US-amerikanischen Minor League CBA unter Vertrag. Nachdem Sheppard 2007 wieder in Venezuela gespielt hatte, war die Auswahl der Amerikanischen Jungferninseln nach der Silbermedaille bei der Centrobasket 2006 für die kontinentalen Wettkämpfe bei der Amerikameisterschaft 2007 qualifiziert, bei der man jedoch alle vier Vorrundenspiele verlor und erneut eine Olympiaqualifikation verpasste.
Nach einem weiteren Engagement in der BSN 2008 ging Sheppard für die folgende Saison 2008/09 in den Iran, wo er für die Mannschaft aus Schiras spielte. Bei diesem Engagement wurde er von dem deutsch-amerikanischen Filmemacher Till Schauder begleitet. Dieser dokumentierte teils im Verborgenen, nachdem er die journalistische Akkreditierung verloren hatte, die alltäglichen Begegnungen des Afroamerikaners Sheppard mit Iranern, während die historisch nach der Geiselnahme von Teheran 1979 belasteten internationalen Beziehungen seines Herkunftslandes sich jüngst unter der Präsidentschaft von George W. Bush mit der „Achse des Bösen“ erneut verschlechtert hatten. Dabei öffnete sich ein Blick auf einen Teil der iranischen Gesellschaft im Vorfeld der Proteste nach den iranischen Präsidentschaftswahlen 2009. Schauders Porträt von Sheppards Engagement im Iran wurde erst 2012 nach einer Crowdfunding-Initiative auf der Plattform Kickstarter unter dem Titel The Iran Job als vielbeachteter und später ausgezeichneter Dokumentarfilm veröffentlicht. Mit der Auswahl der Amerikanischen Jungferninseln war Sheppard nach einer weiteren Silbermedaille bei der Centrobasket 2008 bei der Amerikameisterschaft 2009 erneut chancenlos, obwohl er bei den vier Vorrundenniederlagen noch vor dem auf ähnlicher Position spielenden Walter Hodge erneut mannschaftsinterner Topscorer war. Sheppard blieb dem Iran weiter verbunden und spielte im Folgenden für die Basketballmannschaft der Azad-Universität in der Hauptstadt Teheran, bevor er seine aktive Karriere nach dem Gewinn der Karibikmeisterschaft 2011 mit der Nationalmannschaft der Amerikanischen Jungferninseln beendete.